# إساياس غونزاليس كويفاس
إساياس غونزاليس كويفاس هو سياسي مكسيكي، ولد في 6 يوليو 1940 في Acolman ‏ في المكسيك. نشط حزبياً في الحزب الثوري المؤسساتي. وقد انتخب عضو مجلس الشيوخ المكسيكي ‏ وانتخب عضو مجلس النواب المكسيك ‏.